# Game-Style
Game-Style（ゲームスタイル）は、かつて存在したビートニクス及びNPO法人・コンピューターゲーム向上委員会が運営するコンピュータゲーム情報・通信販売サイト。姉妹サイトに女性向けゲームの情報を中心に扱う「Girls-Style」（ガールズスタイル）が存在した。
掲載情報はアダルトゲームが中心だが、一般のパソコンゲームやオンラインゲームに関する情報も扱っていた。また、新作ゲームのモニター募集を随時行っている点が特徴。
なお、2019年2月1日の官報に運営会社ビートニクスの破産手続きが報じられ、2月8日現在はトップページがアクセスできなくなっている。

## 沿革
2002年、アダルトゲーム通販サイト「G'z Gate」を運営していた有限会社ウィニング・スタイルの協力でコンピューターゲーム向上委員会が「G'z Style」の名で開設したが、2003年にウィニング・スタイルが倒産（G'z Gateも営業を停止）したため、現在の会社に運営が変わり、サイトも現在のサイトに移転・改名した。
2019年1月22日、運営元のビートニクスが東京地方裁判所から破産手続開始決定を受け、更新が停止。

## Game-Style
掲載情報がアダルトゲーム中心のため、18歳未満の閲覧が禁止されている。ただし、非アダルト系のパソコンゲームに関する情報も掲載されており、各タイトルに「全年齢」「R指定」「18禁」のアイコンを表示している。ゲームのジャンルについても「美」（美少女ゲーム。非アダルトゲームを含む）・「般」（一般向けタイトル）と表示している（例：「美/全」は「美少女ゲーム/全年齢対象」の意味）。なお、暴力表現を理由とする年齢制限については表示していない。
特徴的なサービスとして新作ゲームのモニター募集があり、おおむね発売日の1か月前から発売週の月曜日まで入札を受け付ける。人気タイトルの場合は抽選となるが、タイトルによっては希望小売価格の半額程度で落札可能な場合もあった。なお、落札者は発売後にGame-Styleから送られて来るアンケートへの協力を求められた。

## インターネットラジオ
ゲスネラ
2006年4月 - 12月に配信されていた。全16回。パーソナリティはまきいづみ。「ゲスネラ」とは、「Game Style-NET RADIO」を縮めたもの。収録は2本録り。
| 配信回 | ゲスト出演者                                      |
| ------ | ------------------------------------------------- |
| 第 1回 | CIRCUS                                            |
| 第 2回 | CIRCUS                                            |
| 第 3回 | AXL Chien 一色ヒカル                              |
| 第 4回 | AXL Chien 一色ヒカル                              |
| 第 5回 | ねこねこソフト（第 5回） Juliette（第 6回） 風音  |
| 第 6回 | ねこねこソフト（第 5回） Juliette（第 6回） 風音  |
| 第 7回 | ビタミン 大野まりな                               |
| 第 8回 | ビタミン 大野まりな                               |
| 第 9回 | Innocent Grey 如月美琴（第 9回） 如月葵（第10回） |
| 第10回 | Innocent Grey 如月美琴（第 9回） 如月葵（第10回） |
| 第11回 | すたじおみりす 茶谷やすら                         |
| 第12回 | すたじおみりす 茶谷やすら                         |
| 第13回 | PULLTOP                                           |
| 第14回 | PULLTOP                                           |
| 第15回 | テックアーツ                                      |
| 第16回 | テックアーツ                                      |

アキハバラ発!ぷらてぃあ放送局

| Game-Style | Game-Style | Game-Style                    |
| 前番組     | 番組名     | 次番組                        |
| ---------- | ---------- | ----------------------------- |
| -          | ゲスネラ   | アキハバラ発!ぷらてぃあ放送局 |

## Girls-Style
Game-styleでは扱っていない家庭用ゲーム機用タイトルを含む女性向けゲームの情報を中心に扱っており、Game-Styleと異なり閲覧に際しての年齢制限は無い。ただし、ボーイズラブ・乙女ゲーム関連の情報を含む「Girls-Style Premium」（ガールズスタイル・プレミアム）は18歳未満閲覧禁止。
対象年齢はCEROの対象年齢が設定されているものについては、「A」（全年齢）、「D」（17歳以上）、「教」（教育・データベース）の表示を行っているのに対し、PremiumではGame-styleに準拠する形で「R指定」「18禁」のアイコンを表示している。また、作品のジャンルについても「B」（ボーイズラブ）、「乙」（乙女ゲーム）と表示している（例：「B/18」は「ボーイズラブ作品/18歳未満販売禁止」の意味）。
Game-styleと同様、新作ゲームのモニター募集も行っていた。

### インターネットラジオ・ポッドキャスト
Girls-Style Luv Radio
MP3もしくはポッドキャスト形式で、月2回の割合で配信される、女性向けゲーム・アニメ・ドラマCD等のエンターテインメント・メディア情報。
- パーソナリティ：菅沼久義、松原大典 ＋ ゲスト
- ゲスト
  - 第01［5月6日配信］、02回［5月20日配信］：緑川光
  - 第03［6月8日配信］、04回［6月22日配信］：神谷浩史
  - 第05［7月13日配信］、06回［7月27日配信］：三宅淳一
  - 第08回［9月14日配信］：一条和矢
  - 第10 [10月12日配信］、11回［10月26日配信］：粕谷雄太、日置秀馬
  - 第12回 [11月9日配信］：杉山紀彰
  - 第14回 [12月14日配信］：杉田智和
  - 第16回 [1月11日配信］：谷山紀章
  - 第18回 [2月15日配信］：野島健児

ラヴラジ!
「Girls-Style Luv Radio」の後続ラジオ。月2回配信。
- パーソナリティ：菅沼久義、松原大典
- ゲスト
  - 第03回 [5月13日配信] ：小野大輔
  - 第05回 [6月10日配信] ：阪口大助
  - 第07回 [7月8日配信] ：岡本寛志
  - 第09回 [8月5日配信] ：平川大輔
  - 第11回 [9月9日配信] ：真殿光昭
  - 第13回 [10月14日配信] ：置鮎龍太郎
  - 第15回 [11月11日配信] ：水島大宙
  - 第18回 [1月13日配信] ：立花慎之介
  - 第20回 [2月10日配信] ：根本幸多
  - 第22回 [3月10日配信] ：河本啓佑
  - 第24回 [4月7日配信] ：鈴木賢
  - 第26回 [5月12日配信] ：三浦祥朗
  - 第28回 [6月10日配信] ：前野智昭
  - 第30回 [7月14日配信] ：石川英郎

Girls-Style Podcasts
推薦ゲームのデモムービー、オープニングムービーなどを不定期に配信していた。